# Apollo PRISM
PRISM (Parallel Reduced Instruction Set Multiprocessor) was de high-performance CPU van Apollo Computer die vanaf 1988 gebruikt werd in hun DN10000-serie werkstations. Het was enige tijd de snelste beschikbare microprocessor. Hewlett-Packard kocht Apollo in 1989 en beëindigde de ontwikkeling van PRISM, hoewel sommige ideeën van PRISM later werden gebruikt in HP's eigen PA-RISC en Itanium processors.
PRISM was gebaseerd op wat vandaag de dag bekend zou staan als een VLIW-ontwerp, terwijl de meeste inspanningen eind jaren 80 gebaseerd waren op een meer "zuivere" RISC-benadering. In vroege RISC-ontwerpen werd de kernprocessor zoveel mogelijk vereenvoudigd om meer van de chipruimte te kunnen gebruiken voor registers en om het toevoegen van instructiepijplijnen voor betere prestaties te vereenvoudigen.

## Geschiedenis
Het originele PRISM-ontwerp werd in 1988 geïntroduceerd in de Apollo DN10000-werkstations met één tot vier CPU's. De "DN" in de naam verwijst naar "Domain Node", waarbij Domain/OS het Unix-achtige besturingssysteem is dat op alle machines van Apollo werd gebruikt. Er werden ongeveer duizend DN10000-systemen verkocht.
PRISM was een multi-chip CPU-bord, geen single-chip microprocessor. Dit was vrij gebruikelijk voor high-end CPU's in die tijd.
PRISM II, dat op twee keer de kloksnelheid draaide, werd vertraagd door problemen met de fabricage en werd uiteindelijk geannuleerd na de overname door HP. Niettemin werden verschillende functies van het PRISM-ontwerp in latere generaties van de HP-PA-architectuur verwerkt en de twee belangrijkste voorstanders van het VLIW-concept, Intel en HP, werkten later samen aan de Itanium.
De PRISM werd beschouwd als de snelste CPU op de markt tijdens zijn korte levensduur. Benchmarking gaf aan dat de snelheid van de CPU van de DN10000 vergelijkbaar was met die van de MIPS M/2000-6 met een 20 MHz R3000 CPU, maar de DN10000 als systeem leverde ongeveer twee keer de prestatie van een MIPS M/2000-6. In vergelijking met de gangbare RISC-ontwerpen uit die tijd was de PRISM effectief twee CPU's in één, wat ongeveer twee keer zoveel prestaties opleverde als een gangbare RISC-CPU die op dezelfde kloksnelheid draaide.

## Architectuur
PRISM was een "puur" 32-bits ontwerp, met tweeëndertig 32-bits integer en tweeëndertig 64-bits floating-point registers. PRISM kon één integer of één integer en één floating-point instructie per klokcyclus uitvoeren. De floating-point instructie kon op zijn beurt een floating-point optelling en vermenigvuldiging combineren in één instructie. De compiler probeerde altijd instructies te paren (of per drie te groeperen) om de interne rekeneenheden van de processor optimaal te benutten, maar als er geen veilig paar kon gevonden worden werd er eenvoudigweg één enkele integer instructie gepland. PRISM was een van de eerste ontwerpen die een vermenigvuldiging samen met een optelling/aftrekking/afkapping in één instructie (met vijf operanden) bevatte, dus het werd vaak beschreven als een drie-issue CPU.